# Ryszard Skalski
Ryszard Skalski (ur. ?, zm. 22 stycznia 1998) – polski autor tekstów piosenek.

## Filmografia
- Pinky i Mózg
- Animaniacy
- Prawdziwe przygody profesora Thompsona
- Wyspa Niedźwiedzi
- Szczenięce lata Toma i Jerry’ego
- Słoń Benjamin
- Asterix i Kleopatra
- Powrót do przyszłości
- Przygody Animków
- Mała księga dżungli
- Mój sąsiad Totoro
- Troskliwe misie
- Freakazoid!
- Księżniczka łabędzi
- Wielka bitwa Asteriksa
- Nowy Testament
- Nowe przygody Madeline
- Wszystkie psy idą do nieba
- Rodzina Addamsów
- Hook
- Sylwester i Tweety na tropie
- Sylvan
- Babe – świnka z klasą
- Zamek Eureki
- Księżniczka łabędzi II: Tajemnica zamku
- Dzielny mały Toster
- Tom i Jerry: Wielka ucieczka
- Kot w butach
- Złodziej z Bagdadu
- Piotruś w krainie czarów, czyli podróż fantastyczna